# Penstemon strictiformis
Penstemon strictiformis är en grobladsväxtart som beskrevs av Per Axel Rydberg. Penstemon strictiformis ingår i släktet penstemoner, och familjen grobladsväxter. Inga underarter finns listade i Catalogue of Life.

## Bildgalleri

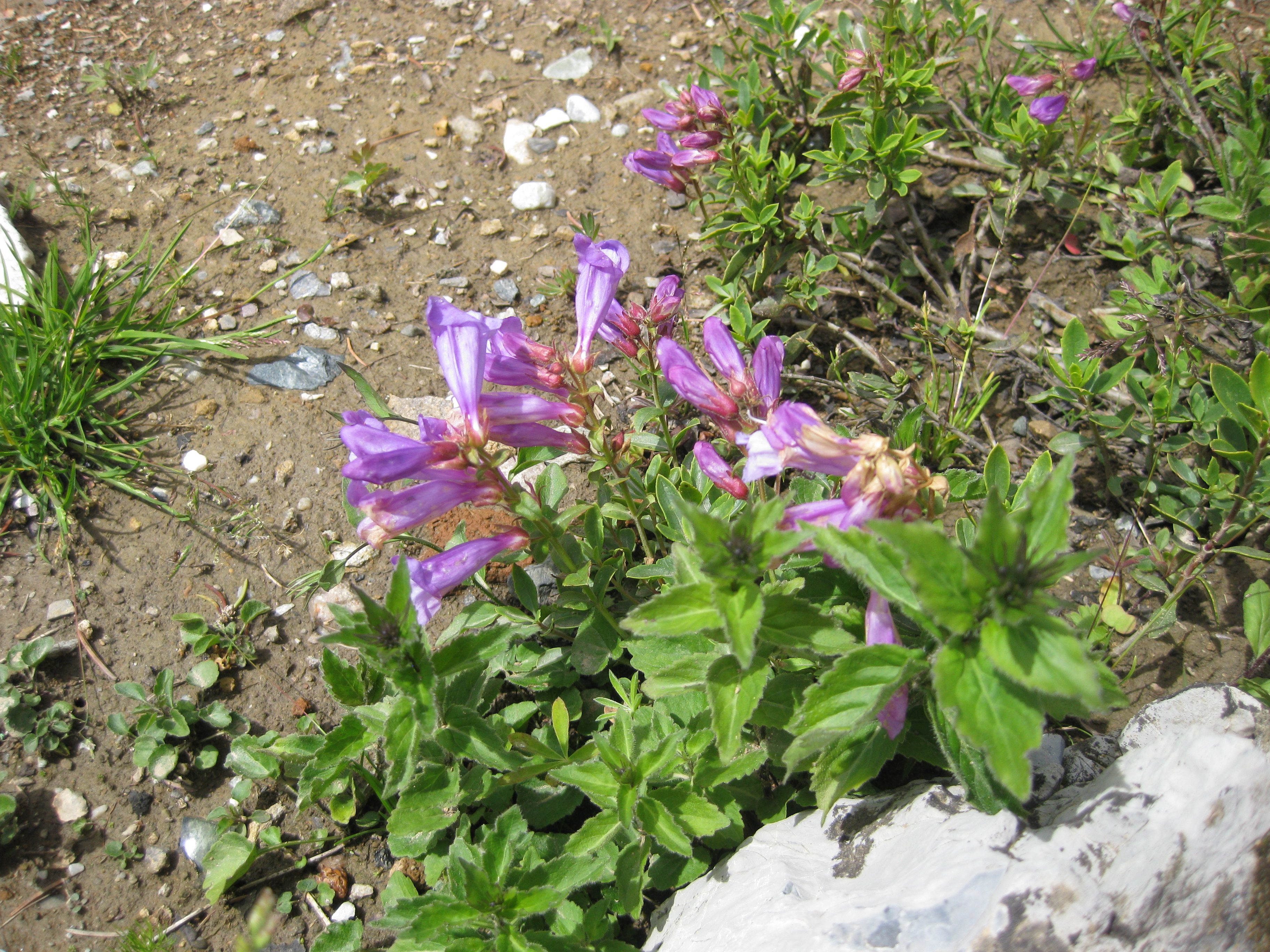
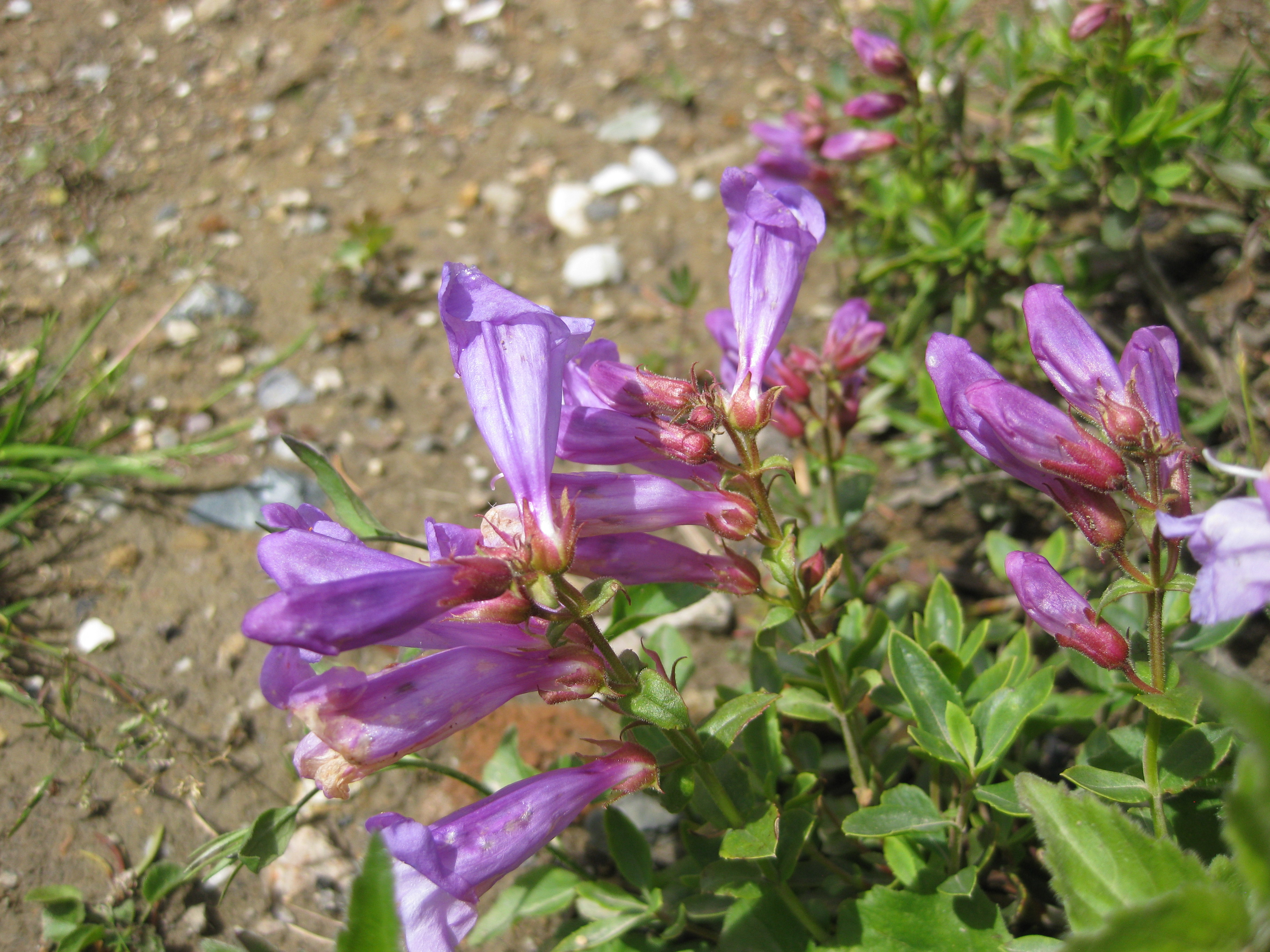